# 稽查专用2
《稽查專用 2》，是馬來西亞八度空间電視台播放的一部電視劇，由Double Vision制作，以保险调查员为题材。
因前集《稽查專用》收视口碑佳，在相隔两年后开拍续集《稽查专用2》，共13集。这部电视剧由原班人马如林宇中、童冰玉、陈峰、何志健及王淑君等人主演。

## 演员列表
| 演员   | 角色             | 花名／职业／人物关系 |
| ------ | ---------------- | -------------------- |
| 林宇中 | 陈安迪（Andy）   | 保險調查員           |
| 童冰玉 | 骆安妮（Annie）  | 保險調查員           |
| 何志建 | 林威升（Wilson） | 警察                 |
| 陈峰   | 何志明（明叔）   | 安迪、骆安妮之上司   |
| 许亮宇 | 姜皓偉           | 新保險調查員         |

## 外部連結
- 稽查专用2